# Campagna
Campagna község (comune) Olaszország Campania régiójában, Salerno megyében. 

## Fekvése
A település a Picentini-hegység hegység lábainál fekszik az Atri és a Tenza, a Sele mellékfolyói között. Határai: Acerno, Contursi Terme, Senerchia, Eboli, Olevano sul Tusciano, Oliveto Citra, Postiglione és Serre.

## Története
Területét már az i. e. 4. században lakták, azonban az i. sz. 5. század népvándorlásai során teljesen elnéptelenedett és csak jóval később a 11. században kezdtek visszatérni lakosai. A következő századokban feudális birtok volt: a D'Apia és Orsini valamint egy rövid ideig a monacói Grimaldi-család birtoka. A 19. század elején vált függetlenné.

## Népessége
A népesség számának alakulása:

## Főbb látnivalói
Főbb látnivalói: az 1634-ben épült Santa Maria della Pace-katedrális, az 1580-ban épült nemesi palota a Palazzo Municipale, a longobárdok által a 11. században épített Castello Gerione romjai,  az 1257-ben épült San Michele-kolostor a város mellett.